# Władcy Tuluzy
Hrabiowie Tuluzy
- 778–790: Torson

- 790–811: św. Wilhelm I z Gellone (usunięty, zmarł 812)
- 811–818: Rajmund Rafael
- 819–837: Berengar Mądry
- 837–844: Bernat z Septymanii
- 844–849: Wilhelm II

Dynastia z Rouergue, zwana również dynastią z Saint Gilles lub  dynastią Fredelon:
- 849–852: Fredelon
- 852–863: Rajmund I
- 863–864: Onufry z Gotti
- 864–872: Bernard I
- 872–885: Bernard II z Owernii
- 885–919: Odo
- 919–924: Rajmund II
- 924–960: Rajmund III Pons
- 960–1037: Wilhelm III Taillefer
- 1037–1061: Pons
- 1061–1094: Wilhelm IV
- 1094–1105: Rajmund IV
- 1105–1112: Bertrand
- 1112–1148: Alfons-Jordan
- 1148–1194: Rajmund V
- 1194–1222: Rajmund VI
- 1222–1249: Rajmund VII
- 1249-1271: Joanna I współrządziła ze swoim mężem Alfonsem, bratem króla Francji Ludwika IX Świętego. Po bezdzietnej śmierci obojga, Tuluzy zostało włączone do francuskiej domeny królewskiej.